# (164268) Hajmási
(164268) Hajmási, désignation internationale (164268) Hajmasi, est un astéroïde de la ceinture principale.

## Description
(164268) Hajmasi est un astéroïde de la ceinture principale. Il fut découvert le 11 novembre 2004 à Piszkesteto par Krisztián Sárneczky. Il présente une orbite caractérisée par un demi-grand axe de 2,31 UA, une excentricité de 0,14 et une inclinaison de 3,3° par rapport à l'écliptique.

## Compléments